# Koncentrační tábor Bergen-Belsen
Bergen-Belsen byl německý koncentrační tábor za druhé světové války.

## Historie

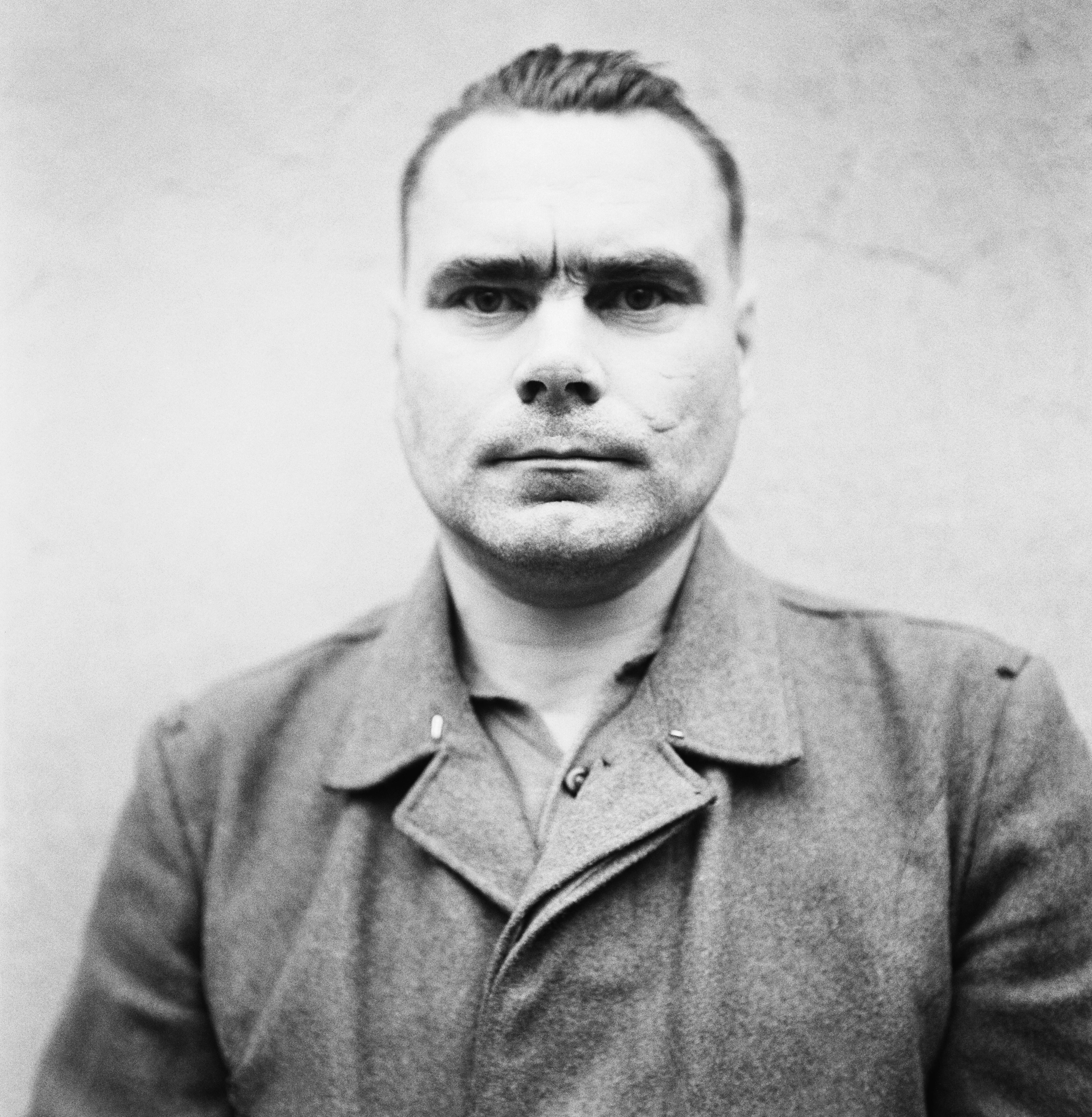
Velitel tábora Kramer v britském zajetí (srpen 1945)

Nacházel se v Dolním Sasku, jihozápadně od města Bergen. Mezi lety 1943 až 1945 zde zemřelo 100 000 zajatců, půlka z nich byli sovětští váleční zajatci. Až 35 000 z tohoto počtu zemřelo v průběhu několika měsíců před osvobozením, když se v táboře epidemicky rozšířil skvrnitý tyfus. Když byl tábor 15. dubna 1945 osvobozen, našla zde britská armáda 60 000 většinou těžce nemocných zajatců (téměř čtrnáct tisíc jich navzdory péči umřelo krátce po osvobození) a 13 000 nepohřbených těl.
Péče o zachráněné probíhala v nedalekém táboře zřízeném z bývalé německé tankové základny — samotný koncentrační tábor britská armáda krátce po osvobození z hygienických důvodů (zejména kvůli promoření skvrnitým tyfem) vypálila plamenomety.
Tento tábor nepatřil mezi vyhlazovací tábory s plynovými komorami, umíralo se zde zimou, podvýživou či na nemoci, které se ve špatných podmínkách dobře šířily. Průměrně zde zajatci dokázali přežít zhruba devět měsíců. Mezi významné osobnosti umučené v Bergen-Belsenu patří Josef Čapek (zemřel v dubnu 1945) a Anne Franková (zemřela v únoru nebo březnu 1945).

## Táborový personál
K personálu SS kromě jiných patřili:
- Adolf Haas, do prosince 1944 velitel tábora
- Franz Xaver Trenkle
- Josef Kramer, od 1. prosince 1944 do osvobození velitel tábora
- Franz Hössler
- Fritz Klein, táborový lékař
- Irma Grese, v březnu a dubnu 1945 náčelnice Pracovní služby
- Elisabeth Volkenrathová
- Johanna Bormann